# Charlie O’Brien (kierowca)
Charlie O’Brien (ur. 26 marca 1955 w Southport) – australijski kierowca wyścigowy.

## Biografia
W 1975 roku zadebiutował Holdenem Torana w Australian Touring Car Championship. Rok później zajął w tej serii piąte miejsce, zajął ponadto drugie miejsce w wyścigu Rover 500K. W 1979 roku ponownie był piąty w ATCC. W 1980 roku rozpoczął rywalizację Holdenem Commodore. Rok później ścigał się Raltem w Formule Pacific w edycjach: australijskiej i nowozelandzkiej. W 1982 roku zajął piąte miejsce w Australian Drivers' Championship, a w sezonie 1983 dziesiąte. W roku 1985 zajął BMW 635 CSi trzecie miejsce w Grand Prix Australii samochodów turystycznych, a w sezonie 1984/1985 był piąty w Nowozelandzkiej Formule Pacific. W 1986 roku wygrał Mitsubishi Starionem zawody Winton 300, a rok później zajął trzecie miejsce w wyścigu Nissan Mobil 500 Wellington. W 1987 roku wystartował w trzech wyścigach WTCC. W 1992 roku wygrał zawody Bathurst 12 Hour, a rok później zajął w tym wyścigu drugie miejsce w klasie T. W latach 1995–1996, ścigając się w fabrycznym zespole BMW, zajął trzecie miejsce w klasyfikacji Gold Coast Champ Car Super Touring Cup. Był również trzeci w zawodach Sandown 500 w 1995 roku. W późniejszych latach ścigał się między innymi w seriach: Porsche Carrera Cup Australia i V8 Supercars. W latach 2015–2016 był mistrzem Australian Trans-Am Series.

## Wyniki
| Legenda oznaczeń w tabelach wyników Wyświetl szablon na nowej stronie | Legenda oznaczeń w tabelach wyników Wyświetl szablon na nowej stronie                                                                     |
| Oznaczenie                                                            | Wyjaśnienie |
| --------------------------------------------------------------------- | --- |
| Złoty                                                                 | Zwycięzca lub mistrzostwo |
| Srebrny                                                               | 2. miejsce lub wicemistrzostwo |
| Brązowy                                                               | 3. miejsce lub II wicemistrzostwo |
| Zielony                                                               | Ukończył, punktował (w klasyfikacji generalnej, gdy zdobył co najmniej jeden punkt na przestrzeni sezonu, poza trzema powyższymi opcjami) |
| Niebieski                                                             | Ukończył, nie punktował (w klasyfikacji generalnej, gdy nie zdobył co najmniej jednego punktu na przestrzeni sezonu)                      |
| Czerwony                                                              | Nie zakwalifikował się (NZ) |
| Czerwony                                                              | Nie prekwalifikował się (NPK) |
| Różowy                                                                | Nie ukończył (NU) |
| Różowy                                                                | Niesklasyfikowany (NS) (w klasyfikacji generalnej, gdy nie został sklasyfikowany w żadnym wyścigu sezonu)                                 |
| Czarny                                                                | Zdyskwalifikowany (DK) |
| Czarny                                                                | Wykluczony (WYK/EX) |
| Biały                                                                 | Nie wystartował (NW) |
| Biały                                                                 | Kontuzjowany (K/INJ) |
| Biały                                                                 | Wyścig odwołany (OD/C) |
| Bez koloru                                                            | Został wycofany (WYC/WD) |
| Bez koloru                                                            | Nie przybył (NP/DNA) |
| Bez koloru                                                            | Nie brał udziału w treningach (NT/DNP) |
| Bez koloru                                                            | Nie został zgłoszony (–) |
| Pogrubienie                                                           | Start z pole position |
| Kursywa                                                               | Najszybsze okrążenie wyścigu |
| †                                                                     | Nie ukończył, ale jego rezultat został zaliczony ze względu na przejechanie więcej niż 90% dystansu wyścigu.                              |
| *                                                                     | Sezon w trakcie |
| 1/2/3                                                                 | Punktowana pozycja w sprincie kwalifikacyjnym                                                                                             |
| Lista systemów punktacji Formuły 1                                    | |

### World Touring Car Championship
| Rok  | Zespół                          | Samochód          | Wyniki w poszczególnych eliminacjach | Wyniki w poszczególnych eliminacjach | Wyniki w poszczególnych eliminacjach | Wyniki w poszczególnych eliminacjach | Wyniki w poszczególnych eliminacjach | Wyniki w poszczególnych eliminacjach | Wyniki w poszczególnych eliminacjach | Wyniki w poszczególnych eliminacjach | Wyniki w poszczególnych eliminacjach | Wyniki w poszczególnych eliminacjach | Wyniki w poszczególnych eliminacjach | Pkt. | Msc. |
| ---- | ------------------------------- | ----------------- | ------------------------------------ | ------------------------------------ | ------------------------------------ | ------------------------------------ | ------------------------------------ | ------------------------------------ | ------------------------------------ | ------------------------------------ | ------------------------------------ | ------------------------------------ | ------------------------------------ | ---- | ---- |
| 1987 |                                 |                   | Włochy                               | Hiszpania                            | Francja                              |                                      | Belgia                               | Czechosłowacja                       | Wielka Brytania                      | Australia                            | Australia                            | Nowa Zelandia                        | Japonia                              | 0    | NS   |
| 1987 | Shell Ultra Hi-Tech Racing Team | Ford Sierra RS500 | -                                    | -                                    | -                                    | -                                    | -                                    | -                                    | -                                    | NU                                   | 13                                   | -                                    | -                                    | 0    | NS   |
| 1987 | Viacard Services                | BMW 635 CSi       | -                                    | -                                    | -                                    | -                                    | -                                    | -                                    | -                                    | -                                    | -                                    | 20                                   | -                                    | 0    | NS   |